# Kozaków
Kozaków – osada leśna w Polsce położona w województwie śląskim, w powiecie częstochowskim, w gminie Koniecpol. Miejscowość wchodzi w skład sołectwa Zagacie
W latach 1975–1998 miejscowość administracyjnie należała do województwa częstochowskiego.